# أورخان عثمان أوغلي
أورخان بن هارون بن عبد الكريم بن محمد سليم بن عبد الحميد الثاني (بالتركية: Orhan Osmanoğlu)‏، أي أنه حفيد من الجيل الرابع للسلطان الرابع والثلاثين من سلاطين آل عثمان وهو السلطان عبد الحميد الثاني، والشاهزاده أورخان هو الابن الأكبر لهارون عثمان أوغلي، وأخ الشاهزاده عبد الحميد كيخان عثمان أوغلي.

## حياته
ولد الشاهزاده أورخان عام 1963م  في مدينة جونية في محافظة جبل لبنان، وهو يجيد اللغة العربية. تزوج من السيدة إسراء جوركان وأنجب منها: ابنة اسمها السلطانة نيلهان وابن اسمه ياووز سليم. 

### النفي
من أجل جعل نفي السلالة أكثر صعوبة، تم إرسال كل فرد من السلالة إلى بلدان مختلفة عن طريق اتخاذ قطارات منفصلة، ولكن حتى في ظل هذه الظروف الصعبة، نجا بعض أفراد الأسرة الحاكمة وكان من ضمنهم جد أورخان وسلالته، وقد عاد آل عثمان إلى تركيا من المنفى عام 1974 لأول مرة بعد 50 عاما.
واتخذ عبد الكريم افندي والد هارون افندي لقب شاهزاده (بالتركية: Şehzade)‏ مع المجيء الأول إلى تركيا.

## علاقته بمسلسل «عاصمة عبد الحميد»
أوضح موقع "THM Haber" التركي، في لقاءه مع الشاهزاده أورخان أنه استشاري في المسلسل وهو من جاء بالفكرة، وأجاب الأمير عليهم بقوله:
| أورخان عثمان أوغلي | جاءت فكرة الاستشارات من كاتب السيناريو السيد أوغور (بالتركية: Uğur Bey)‏، وقال واحدة من سلالة كان لا بد من مشاركته، مصادرنا لديها معلومات لا يعرفها أحد في العائلة، إلى جانب، المذكرات، الذكريات، الرسائل، المراسلات المكتوبة بأسماء رئيسية ... نحن نستفيد من كل هذه. هذا المسلسل حسن النية وبالتالي ندعمه، بدون مجموعة جيدة ما كنا لننتقد، لأنه تم نشر مسلسل يسمى القرن العظيم (بالتركية: Muhteşem Yüzyıl)‏ لقد واجهنا انتقادات، عندما كانت وسائل الإعلام سيئة، فعلوا تصنيفًا علينا جدنا لم يختف ... شركة فيلم Es Film، سواء كان منتجنا أو مخرجنا أو كاتب السيناريو لديهم هدف واحد؛ أن يخبر السلطان عبد الحميد بكل الحقائق، عندما نخبر الأخطاء التي نراها في المسلسل لدينا، فإنها تحاول تصحيحها على الفور، هناك أخطاء صغيرة، أحصل على مساحة، وأرتدي ملابس، لكنني أعتقد أنه بمرور الوقت سيتم تصحيح جميع الأخطاء. | أورخان عثمان أوغلي |

### هدفه
كما أوضح أن هدفه أن يعلم الجميع بالوجه الحقيقي للدولة العثمانية لأولئك الذين لا يعرفون ذلك أو الذين يعرفون ذلك خطأ، لهذا السبب حاول بكل طاقاته في هذا المسلسل، وقال أيضا على نفس الموقع:
| أورخان عثمان أوغلي | أود أن أشكر فريق المسلسل من وسائل التواصل الاجتماعي وأريد منهم تكرار هذه الاجتماعات والمحادثات، أنا دائما هنا وعلى استعداد لأي شيء. لا أريد التحدث عن المنفى أو حياتي الخاصة بعد الآن، أريد أن أتحدث عن الدولة العثمانية والحقائق مسلسل عاصمة عبد الحميد، حيث ركزت على كل شيء. | أورخان عثمان أوغلي |